# Agostino Barbarigo

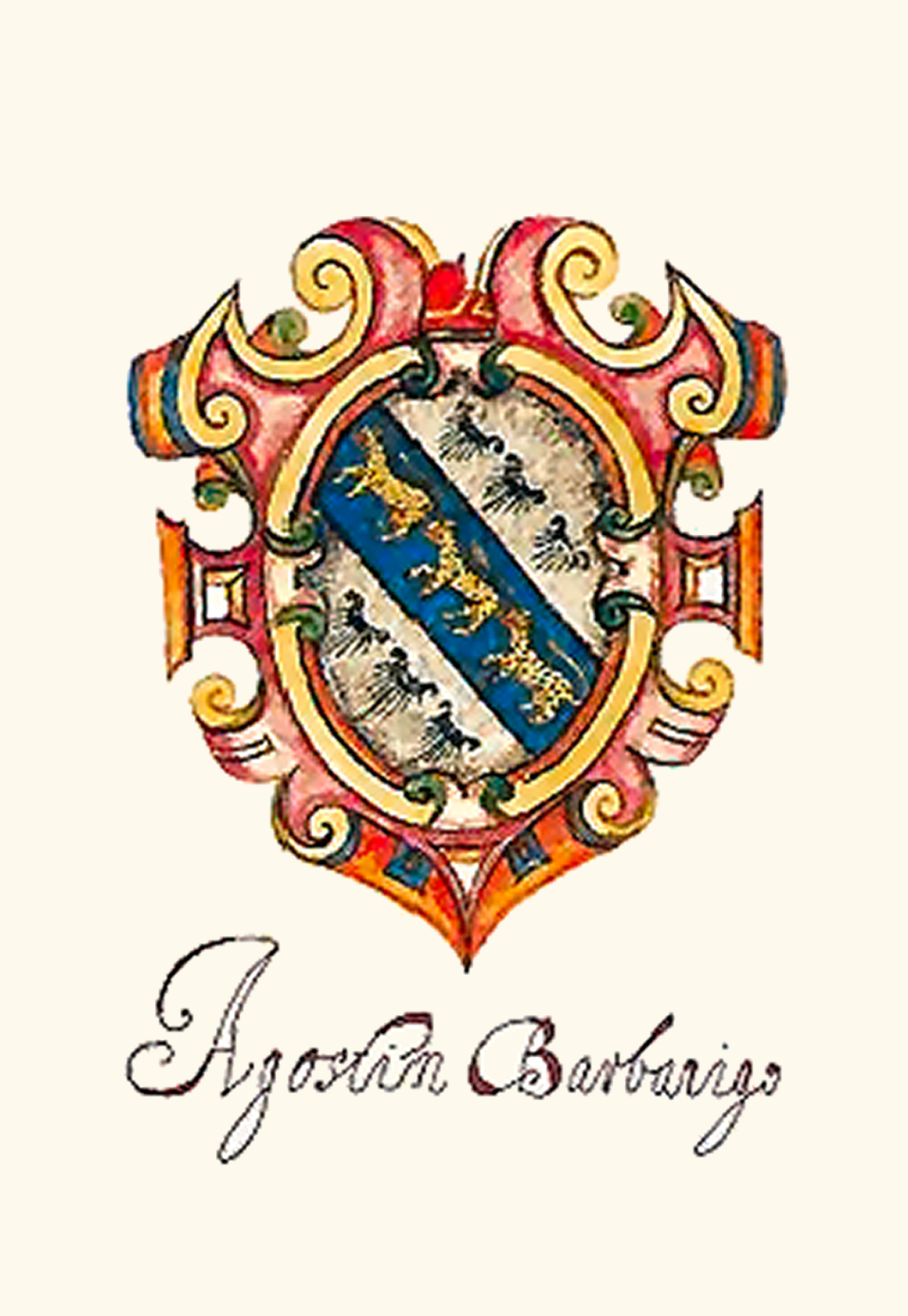

Agostino Barbarigo (1419 — 20 de setembro de 1501) foi o 74.º Doge de Veneza.  Conduzido ao poder pela nova nobreza em 1486, depois dos resultados obtidos na guerra contra Ferrara.
Em 1495 organizou uma coligação anti-francesa para afastar Carlos VIII do território da Itália, obtendo esse resultado graças à batalha de Fornovo. Durante o seu dogado, Veneza procurou territórios na Romanha e na Apúlia e anexou definitivamente a ilha de Chipre (1489).

## Dogado

### Guerras
Esteve em guerra contra os turcos (1499-1503). Com o sultão otomano Bajazeto II, sucessor de Maomé II, o Conquistador, as relações eram inicialmente cordiais. Mas em 1492 iniciaram-se as dificuldades: o sultão ofende-se com os despachos cifrados que o embaixador veneziano em Constantinopla enviava ao seu governo e intimou-o a deixar a cidade em três dias.
A rotura de relações diplomáticas acabou em guerra aperta. Os mercadores venezianos em Constantinopla foram presos (1499); e os bosníacos entraram na Dalmácia e chegaram às portas de Zara.
As duas frotas encontraram-se nas águas de Navarino e, apesar do resultado da batalha ser incerto, Lepanto caiu nas mãos dos otomanos. Em junho de 1499 Modon, no Peloponeso, foi atacada pessoalmente pelo sultão: de início houve resistência, mas após poucas semanas a cidade cedeu. Os otomanos massacraram toda a população sem qualquer piedade. Pouco depois também a cidade de Coroni sucumbia.
Para a República de Veneza foi um golpe gravíssimo, porque as duas cidades eram uma base e refúgio para os navios venezianos que navegavam até às costas do Levante.
A guerra duraria ainda quatro anos; a paz de 1503 significaria para a Sereníssima República a perda das duas fortalezas e da ilha de Santa Maura: na região do Peloponeso Veneza apenas mantinha Náuplia, Patras e Monemvasia.

### Feitos
Durante o seu dogado, iniciaram-se os trabalhos que dotariam a Praça de São Marcos de alguns dos principais monumentos que hoje a caracterizam: em 1494 fazem-se as fundações para a Torre do Relógio de São Marcos e em 1495 para as Procuratie Vecchie.
Em 1 de fevereiro de 1499 o doge inaugurou o relógio na torre. A estátua do doge foi posta ao lado do leão de São Marcos, símbolo da própria cidade. A estátua seria destruída pelas tropas francesas após a invasão da cidade que ditaria o fim da República de Veneza.